# アレクサンドル・ナザロフ
アレクサンドル・ヴィクトロヴィチ・ナザロフ（ナザーロフ、ロシア語: Александр Викторович Назаров、Aleksandr Victorovich Nazarov、1951年2月24日 - ）は、ロシアの政治家。1991年から2000年までチュクチ自治管区知事。
マケエフ工科大学、ハバロフスク高級党学校を卒業している。経済学博士号と大佐の称号を持つ。1983年から公務員として勤務。1991年チュクチ自治管区知事。2000年ロマン・アブラモーヴィチと交代。この間、1996年から2000年まで、ロシア連邦議会上院連邦会議議員。2000年から2003年まで上院チュクチ自治管区行政府代表。1996年から2003年まで北方少数民族委員会議長。2003年9月24日、上院会計監査役に任命される。

## 著作
- Назаров А. В. «Сокровища оленьего края» — М., издательство «Куншт», 2000. — 224 с., ил.
- Назаров А. В. «Судьба моя, Чукотка!» — М., издательство «Куншт», 2000. — 512 с., ил.